# Scarab
Scarab var ett amerikanskt racingstall som tävlade i formel 1 1960.

## Historik
Scarab skapades av Lance Reventlow, som hade så gott om pengar (han hade en dansk far och modern hette Barbara Hutton) att han lät tillverka formel 1-bilar, de sista konventionella grand prix-bilarna med frontmotor.
Scarab deltog i fem tävlingar, bl.a. med två bilar i Monacos Grand Prix 1960, men ingen lyckades kvala in till loppet. Scarabs bästa placering var en tiondeplats i USA:s Grand Prix 1960. Efter detta insåg man att bilarna var föråldrade och gav upp tävlandet i formel 1.

## F1-säsonger
| Säsong | Tävlingsnamn               | Bil       | Motor         | Poäng | Förare 1    | Förare 2        | Övriga förare  |
| ------ | -------------------------- | --------- | ------------- | ----- | ----------- | --------------- | -------------- |
| 1960   | Reventlow Automobiles Inc. | Scarab F1 | Scarab 2.5 L4 | 0     | Chuck Daigh | Lance Reventlow | Richie Ginther |